# ハッピーシェフ! 恋するライバル
『ハッピーシェフ! 恋するライバル』（原題:Little Italy）は、2018年に公開されたアメリカ合衆国とカナダの合作によるロマンティック・コメディ映画である。監督はドナルド・ペトリ、主演はエマ・ロバーツとヘイデン・クリステンセンが務めた。

## ストーリー
ニッキーとレオはトロントのリトル・イタリー地区で生まれ育った。ニッキーの父親（サル）とレオの父親（ヴィンス）は同地でピザ店を共同で経営していたが、ちょっとしたことが原因で大喧嘩になり、そのまま決裂してしまった。それぞれ独自のピザ店を構えることになったが、店は隣同士であり、相手が商売敵になるという構図になってしまった。それが原因で、仲違いは一層悪化することになった。その結果、ニッキーはトロントを離れてロンドンで修行を積むことになった。そんなある日、ニッキーは師匠のコリーヌから料理コンテストへの出場を命じられ、そのための準備期間として2週間の休暇が与えられた。
帰省したニッキーはバーでレオと再会した。雨が降っていたにも拘わらず、酔っ払った2人はサッカーに興じた。翌日、ヴィンスの店のスタッフ（レオを含む）がパーティー用のピザにマリファナをふりかけた件で逮捕されたが、すぐに釈放された。ニッキーとレオは子供の頃を思い出しながら町を回った。そうしているうちに、2人の関係は深まっていき、ついにはベッドを共にするに至った。次の日、ニッキーはコリーヌから新メニューを催促された。あれこれ考えをめぐらせるものの、ニッキーは上手いアイデアを思いつけなかった。その頃、ニッキーの祖母（フランカ）とレオの祖父（カルロ）は婚約していた。フランカは亡き夫に「絶対に再婚しない」と誓ったこともあって、再婚に躊躇していたが、カルロの熱意に心を打たれたのである。
フランカとカルロが家族を招いて婚約報告をしたところ、サルとヴィンスは大喧嘩になった。挙げ句の果てに、2人はピザコンテストで負けた方がリトル・イタリーから出て行くという約束まで交わした。ところが、2人は前回のコンテストで一悶着を起こしたため、出場禁止を言い渡された。気が済まない2人は子供たちを対決させることにした。当初、2人は出場を拒んでいたが、些細なことから口論に発展してしまい、結局コンテストに出場することになった。
ピザ・コンテストで優勝したのはレオだった。敗れたニッキーはそのまま空港に向かい、ロンドンに帰ることにした。ほどなくして、レオはある事実に気が付いた。

## キャスト
- エマ・ロバーツ（吹替︰沢城みゆき） - ニコレッタ・アンジョリ（ニッキー）
  - エイヴァ・プレストン - 子供時代のニッキー
- ヘイデン・クリステンセン - レオ・カンポリ
- ニッキー・カペッラ - 子供時代のレオ
- アリッサ・ミラノ - ドーラ・アンジョリ
- アダム・フェラーラ - サルヴァトーレ・アンジョリ（サル）
- ゲイリー・バサラバ - ヴィンセンツォ・カンポリ（ヴィンス）
- リンダ・カッシュ - ルイージ
- アンドリュー・フォン - ジーナ
- ダニー・アイエロ - カルロ
- アンドレア・マーティン - フランカ
- ジェーン・シーモア - コリーヌ

## 製作
2017年7月6日、ドナルド・ペトリ監督の新作映画にエマ・ロバーツとヘイデン・クリステンセンが出演するとの報道があった。11月1日、ヴォルテージ・ピクチャーズが本作の製作に携わることになったと報じられた。

## マーケティング・興行収入
2018年7月12日、本作のオフィシャル・トレイラーが公開された。
2018年8月24日、本作は北米133館で公開され、公開初週末に28万3399ドルを稼ぎ出し、週末興行収入ランキング初登場25位となった。

## 評価
本作に対する批評家からの評価は芳しいものではない。映画批評集積サイトのRotten Tomatoesには16件のレビューがあり、批評家支持率は19%、平均点は10点満点で4.24点となっている。また、Metacriticには4件のレビューがあり、加重平均値は28/100となっている。